# Melocactus bahiensis
Melocactus bahiensis är en kaktusväxtart som först beskrevs av Nathaniel Lord Britton och Joseph Nelson Rose, och fick sitt nu gällande namn av Philipp von Luetzelburg. Melocactus bahiensis ingår i släktet Melocactus och familjen kaktusväxter.

## Underarter
Arten delas in i följande underarter:
- M. b. amethystinus
- M. b. bahiensis

## Bildgalleri

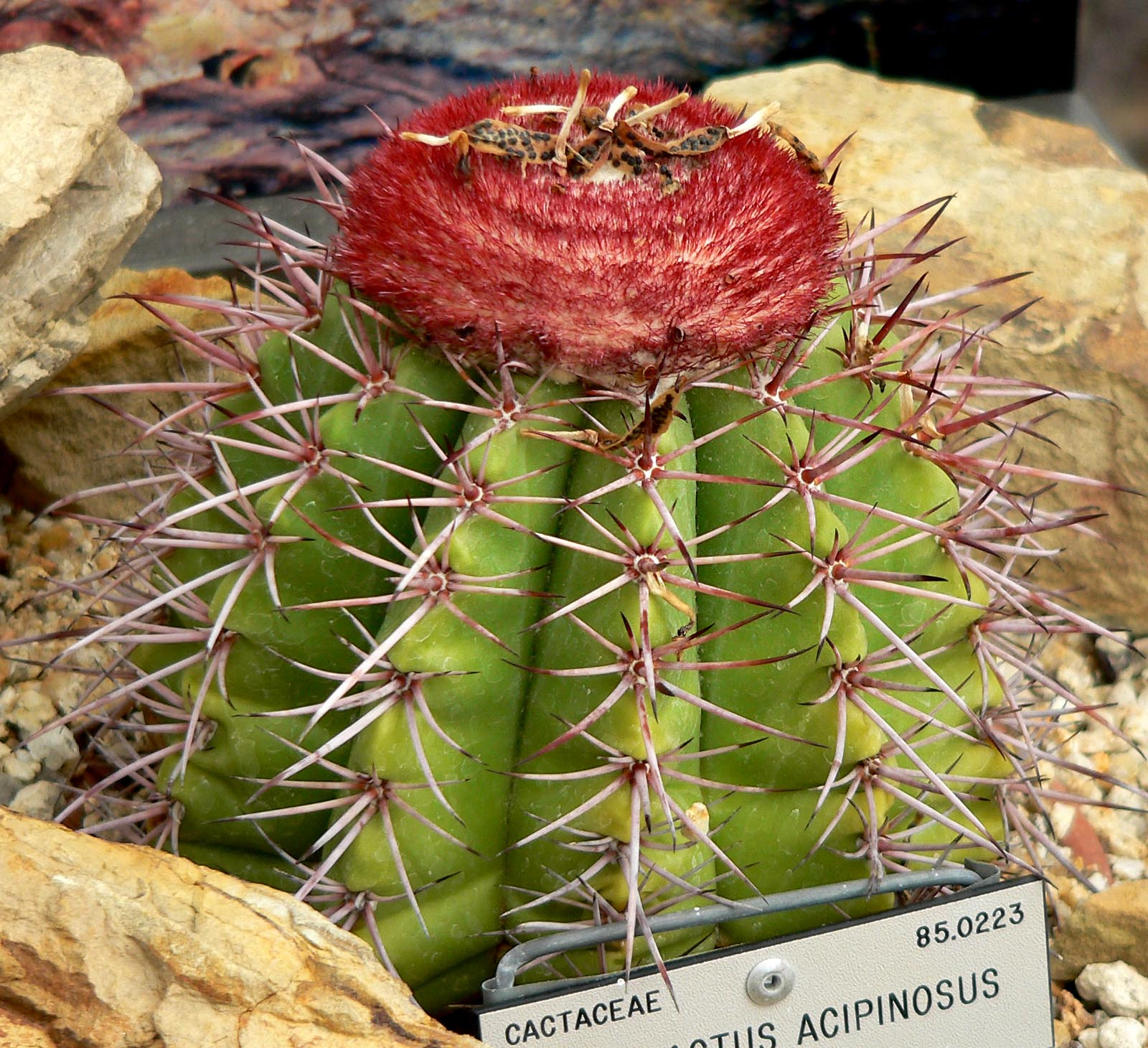
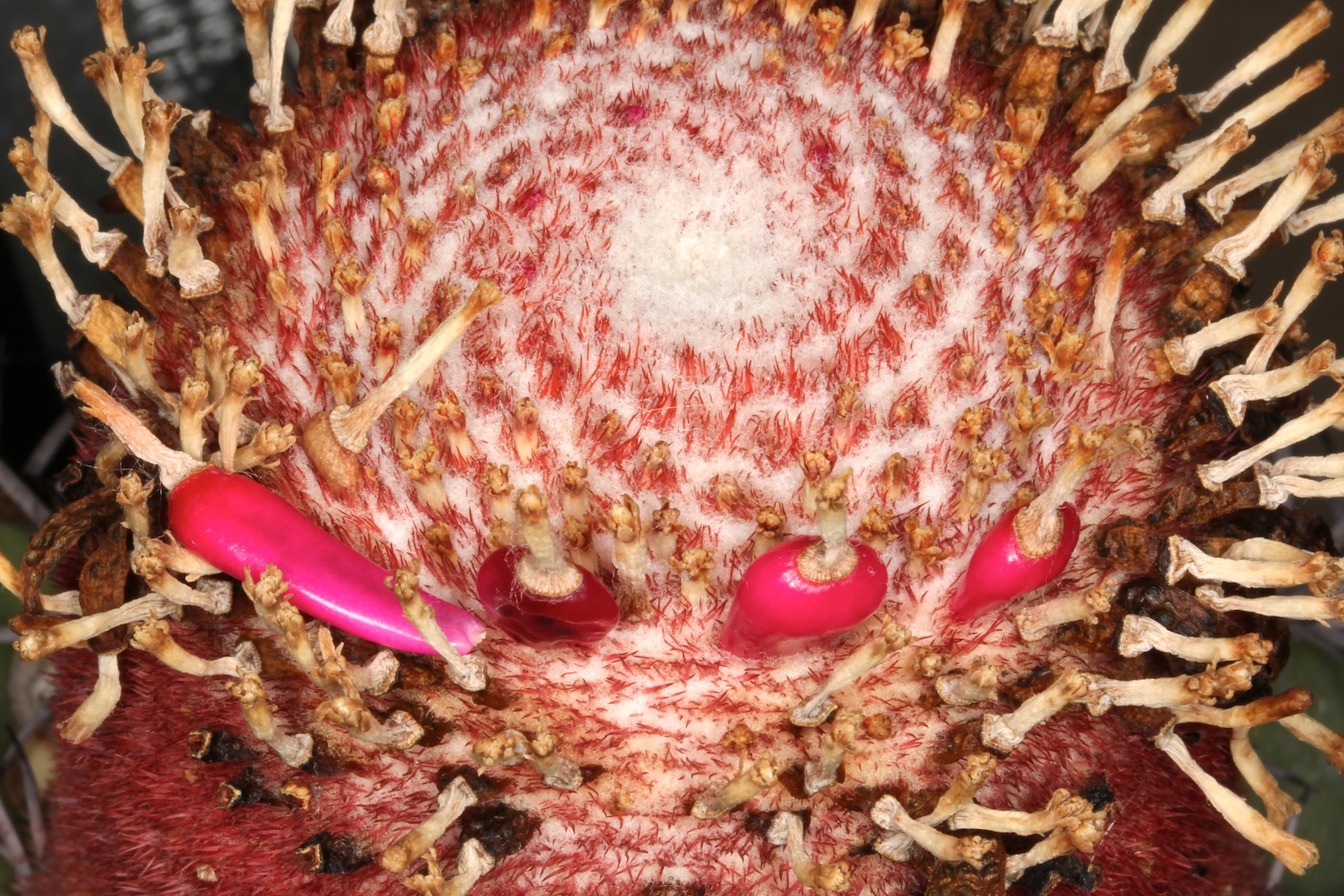